# Cobra (film)
Cobra – amerykański film akcji z 1986 roku w reżyserii George’a Pana Cosmatosa. Film ukazuje losy policjanta Mariona „Cobry” Cobrettiego (Sylvester Stallone), który ma za zadanie chronić modelkę Ingrid Knudsen (Brigitte Nielsen) przed Nocnym Rzeźnikiem (Brian Thompson), liderem sekty Nowy Świat.

## Fabuła
W supermarkecie członek sekty Nowy Świat dokonuje napadu. Po wzięciu zakładników zjawia się policja, która podejmuje negocjacje z bandytą. Po tym jak napastnik zaczyna mordować zakładników, na miejsce zostaje wezwany porucznik Marion „Cobra” Cobretti (Sylvester Stallone), członek oddziału Zombie Squad w Los Angeles. „Cobra” słynie ze skuteczności, ale również ze stosowania niekonwencjonalnych metod walki z przestępczością, które często łamią obowiązujące procedury. Policjant staje twarzą w twarz z terrorystą. Podczas rozmowy zamachowiec głosi, że władza powinna należeć do najmądrzejszych i najsilniejszych jednostek, a najsłabsi powinni zostać zabici. „Cobra” twierdzi, że najważniejszym zadaniem jest zapewnienie bezpieczeństwa potencjalnym ofiarom i zrobi wszystko, by pokonać złoczyńców.
Napad na supermarket nie był jedynym atakiem zorganizowanym przez Nowy Świat. Dochodzi do ataku na modelkę Ingrid Knudsen (Brigitte Nielsen). Kobieta unika śmierci w zamachu. Podczas ataku dostrzega twarz tzw. Nocnego Rzeźnika (Brian Thompson), przywódcy sekty. „Cobra” oraz sierżant Tony Gonzales (Reni Santoni) zaczynają chronić modelkę. Międzyczasie policję szpieguje policjantka Nancy (Lee Garlington), będąca członkinią Nowego Świata. Nocny Rzeźnik wiedząc, do jakiego szpitala trafiła Ingrid, udaje się tam, by ponownie zamordować kobietę. Cobra orientując się, że modelka jest zagrożona, również udaje się do szpitala, by zabrać stamtąd Ingrid.
Cobra i Ingrid kierują się do kryjówki, jednak podczas eskorty dochodzi do strzelaniny, w trakcie której policjant zabija kilku członków sekty. Pomiędzy Cobrą a Ingrid zaczyna rodzić się uczucie. Zostaje przeprowadzona druga próba schronienia kobiety. Podczas eskorty Cobrze towarzyszy Gonzales oraz Nancy. W motelu Cobra orientuje się, że Nancy pracuje dla Nocnego Rzeźnika. Następnego dnia w motelu dochodzi do strzelaniny. Podczas walk Cobra i Ingrid uciekają furgonetką, a Gonzales zostaje ranny. Podczas ścigania furgonetki przez sektę Cobra zabija część terrorystów.
Cobra i Ingrid trafiają do huty, gdzie dochodzi do konfrontacji policjanta z Nocnym Rzeźnikiem. Przywódca sekty płonie żywcem w piecu, wcześniej będąc zawieszonym na haku.

## Obsada
- Sylvester Stallone – Marion „Cobra” Cobretti
- Brigitte Nielsen – Ingrid Knudsen
- Brian Thompson – Nocny Rzeźnik
- Reni Santoni – sierżant Tony Gonzales
- Andrew Robinson – detektyw Monte
- Lee Garlington – Nancy Stalk
- John Herzfeld – Cho

Źródło: 

## Produkcja
Reżyserem filmu jest George Pan Cosmatos. Film wyprodukowały Warner Bros. oraz The Cannon Group.
Autorem scenariusza do filmu jest Sylvester Stallone. Scenariusz oparł na powieści Pauli Gosling Fair Game (pol. Czysta gra) z 1974 roku. Pierwsza wersja scenariusza miała posłużyć do nakręcenia Gliniarza z Beverly Hills (w którym miał zagrać Stallone), jednak propozycja Stallone’a znacznie odbiegała od wizji producentów oraz wymuszała zwiększenie budżetu. Według Stallone’a Gliniarz z Beverly Hills miał być standardowym filmem akcji. Daniel Petrie, Jr., autor zrealizowanego scenariusza do Gliniarza z Beverly Hills wspomniał, że Paramount Pictures dał Stallone’owi do wyboru albo zagranie w filmie według scenariusza Petriego albo nakręcenie nowego filmu według jego scenariusza pod warunkiem, że akcja filmu nie będzie toczyć się w Beverly Hills. Stallone przyjął drugą propozycję. Podczas prac nad finalną wersją scenariusza do Cobry Stallone zmodyfikował scenariusz, wprowadzając do niego motywy z powieści Gosling.
Budżet Cobry wyniósł 25 mln dolarów (dla porównania budżet Gliniarza z Beverly Hills wyniósł 15 mln dolarów).
Pierwotnie film miał trwać prawie dwie godziny, jednak wytwórnia Warner Bros zażądała jego skrócenia. Ograniczono sceny z przemocą oraz sceny z udziałem aktorów drugoplanowych. Dużą rolę w zmniejszeniu liczby scen z aktorami drugoplanowymi miał Sylvester Stallone. Sceny, które nie trafiły do finalnej wersji, nie zostały zniszczone. Redakcja portalu movie-censorship.com odnalazła jedną z innych wersji Cobry, którą wyemitowano w amerykańskich i szwedzkich stacjach telewizyjnych. W wersji tej sceny ze zbyt intensywną przemocą i zawierające wulgaryzmy zostały przycięte lub zastąpione innymi.
Film był reklamowany kontrowersyjnym hasłem Crime is a disease. Meet the cure. (pol. Przestępstwo jest chorobą, a ja jestem odpowiednim na nią lekarstwem).
Podczas 72. Międzynarodowego Festiwalu Filmowego w Cannes w 2019 roku Stallone ogłosił, że ma pomysł na nakręcenie kontynuacji Cobry. Jego zdaniem nowa część miałby być spotkaniem rock’n’rolla i dramatu. Podczas festiwalu Stallone przyznał również, że Cobra miała stanowić cykl filmów, jednak plany te pokrzyżowały problemy w życiu osobistym. We wrześniu 2019 roku Stallone ogłosił rozpoczęcie prac nad rebootem Cobry. W 2023 roku Stallone przyznał, że film nie został dopracowany, a błędem było powierzenie reżyserii Cosmatosowi, a nie jemu samemu.

## Odbiór
Odtwórca głównej roli otrzymał  Złotą Malinę w kategorii Najgorszy aktor oraz wyróżnienie specjalne dla Najgorszego aktora dekady (Sylvester Stallone). Film był nominowany również w kategoriach: Najgorszy film, Najgorszy scenariusz, Najgorsza aktorka (Brigitte Nielsen), Najgorszy aktor drugoplanowy i Najgorszy debiut aktorski (Brian Thompson). Pomimo nominacji do antynagrody film odniósł sukces komercyjny.

## Odniesienia w kulturze
- W 1986 roku powstała gra komputerowa Cobra na komputery Commodore 64[12].